# Nosophora unipunctalis
Nosophora unipunctalis là một loài bướm đêm trong họ Crambidae.